# Cordilheira Ocidental (Bolívia)

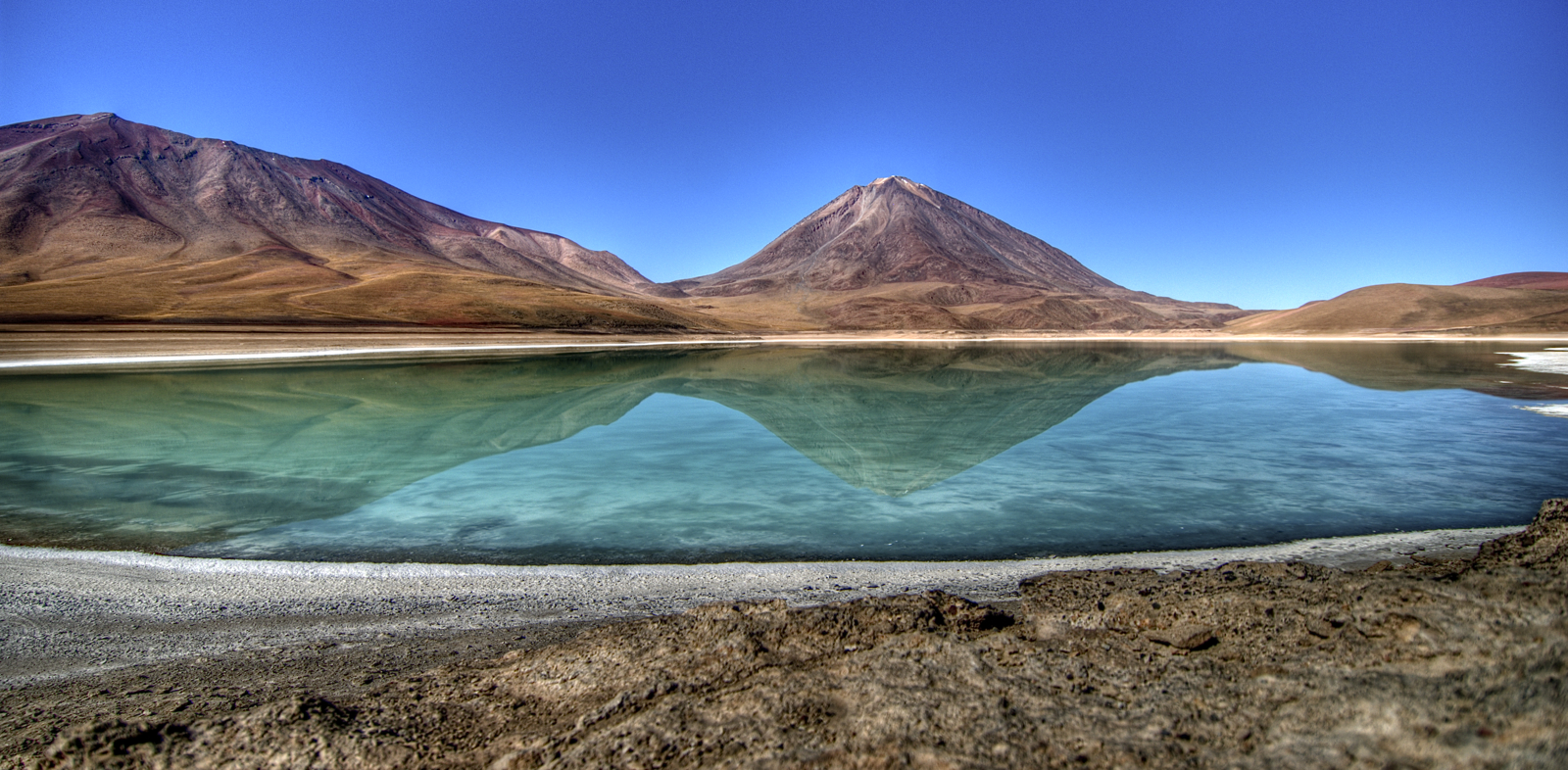
Laguna Verde na Bolívia.

A Cordilheira Ocidental da Bolívia tem como principal característica a vulcanidade de seus cumes, faz fronteira natural com Chile, este sistema começa no norte, com o nodo Jucuri e termina no sul no vulcão Licancabur na fronteira sul com Chile, o clima é frio e inadequado para a vida vegetal ou animal. Sua principal riqueza está em seu solo o qual contém grandes quantidades de minerais metálicos como o ouro, a prata o cobre e etc. Está dividida em três seções:
- A Setentrional na qual se encontram os maiores nevados de Bolívia como o Nevado Sajama o mais alto do país com 6.542 m, coberto de neve perpétua e os cerros Pomerape e o Parinacota chamados Payachatas, este último é um vulcão apagado com um cone de neve parecido ao monte Fuji do Japão.

- A Central esta situada entre os salares de Uyuni e Coipasa, e cuja maior cume é o vulcão Ollagüe na fronteira com Chile.

- A Meridional caracterizada por ser vulcânica e por ter tempestades de areia e nevoeiro, conta com o maior vulcão ativo do mundo o Licancabur com uma altura 5.920 m e conter a lagoa mais alta do mundo, nela se encontra também a lagoa Colorada e Verde famosas por suas cores respectivas.